# TRUTH (T-SQUAREの曲)
「TRUTH」（トゥルース）は、T-SQUAREの楽曲。
THE SQUARE時代のアルバム『TRUTH』（1987年4月1日リリース）の表題曲として発表、1991年にシングルカットされた。

## 概要
「TRUTH」が当時（1987年 - 1998年）フジテレビ『F1グランプリ』のテーマ曲に採用され、折からの「F1ブーム」と相まり、THE SQUARE時代・T-SQUARE時代を通じ認知度が最も高い曲（F1と本曲の関わりについては後述）。
モータースポーツにふさわしいロック調のリズムによってフュージョンファンやジャズファン以外からも幅広く支持され、若い世代をターゲットにしたマーケティングに合致させた曲でもある。30年以上にわたりスクェアのライブで必ず演奏される定番曲である。
1991年のシングルカット後も、リアレンジされ近年まで発表されているほか、1990年代から2000年代にかけて複数のコンピレーションアルバムにも収録。コンピレーションアルバムでは、途中でフェード・アウトしたり曲の冒頭にエンジン音が挿入されているものも存在する。現在でもライブなどで演奏される機会が多いためか、ライブDVDにも収録されている。
1994年フジテレビ主催アイルトン・セナ追悼式典でT-SQUAREと新日本フィルハーモニー交響楽団により、「組曲 SENNA Forever 第一楽章『闘争』」と題し、実況を含む実際のレース中継映像をバックに壮大なアレンジをかけたオーケストラ演奏が行われた。

### フジテレビ「F1グランプリ」と"TRUTH＝F1"のイメージ
フジテレビ及び、系列局で放送されていた『F1グランプリ』では1987年から1998年までの11年間、オリジナルアレンジが初代オープニング曲として使われ、2001年・2002年は「TRUTH 21c」が、2003年から2005年はリミックスバージョンである「RESONANCE-T〜Truth Drum'n Bass Mix」が、2006年は「TRUTH-20th ANNIVERSARY Version-」がテーマ曲として使用されている。
『F1グランプリ』においては1999年・2000年と2007年から2011年の間は、「TRUTH」以外の楽曲（松本孝弘「GO FURTHER」、QUEEN「FLASH」、2009年の屋敷豪太「God only knows」など）がオープニングとして使用されていたが、『F1グランプリ』の放送がBSフジへ移行した2012年から2015年までは、オリジナルアレンジの「TRUTH」が再び使用された。なお、F1としての公式テーマ曲は2018年よりブライアン・タイラーが作曲したものが使われている。

## シングル概要
『TRUTH』は1991年10月10日にシングルカット。スクェアにとり『DROP GOAL』以来5年振りのシングル。1987年のアルバム発表後1991年時点で、サクソフォーン奏者が伊東たけしから本田雅人に交代しており、本田のソプラノサックスによってメロディーを奏でるヴァージョンを「TRUTH 1991」名義でカップリング曲に収録。
「TRUTH」がF1グランプリテーマ曲として使用された為シングルジャケットはF1グランプリ写真（1991年のサンマリノGPとモナコGPのそれぞれ1シーン）が使用されている。
なお、このシングル自体は廃盤になったが、スクェアのシングル曲を収録したベストアルバム『T-SQUARE SINGLE COLLECTION』には「TRUTH」「TRUTH 1991」ともに収録されている。

### 収録曲
1. TRUTH - 安藤まさひろ作曲
2. TRUTH 1991 - 安藤まさひろ作曲

## T-SQUAREおよびメンバーが関わった再録版のCD
- 『宝島』（1995年） - 「T-SQUARE with München Symphony Orchestra & City of London Wind Ensemble」の名義によるオーケストレーションアルバム
- 『Wordless Anthology III』（1999年） - ベスト盤。リミックスバージョンで収録
- 「TRUTH 21c」（2001年） - T-SQUARE plus名義で発売したシングル。2001年・2002年の『F1グランプリ』テーマ曲のアレンジ。
- 『TRUTH 21century』（2001年） - T-SQUARE plus名義で発売したアルバム。シングルバージョンと異なるものが収録されている。
- 『CASIOPEA VS THE SQUARE LIVE』（2004年） - カシオペアとのジョイントライブを収録したライブアルバム。DVD盤もあるが、別の公演を収録したもの。
- 『TRUTH 〜20th ANNIVERSARY〜』（2006年） - 「TRUTH」発表20周年に合わせてに発売された、「TRUTH」のほぼ全てのアレンジを収録したコンピレーションアルバム。河野啓三によるピアノアレンジと安藤正容のギターアレンジも収録されている。
- 『33』（2007年） - T-SQUAREの33枚目のオリジナルアルバム。期間生産限定盤に、2006年の『F1グランプリ』テーマ曲となったEVOLUTION-K featuring T-SQUARE「TRUTH-20th ANNIVERSARY Version-」と、Masahiro Andoh Featuring Eric Martin「Tell The Truth」が収録されているボーナスディスクが付属する。
- 『日曜はダメよ』（2007年） - 安藤正容と元メンバーの御厨裕二のユニットである「あんみつ」のアルバム。「TRUTH(Bossa Nova Version)」として収録されている。
- 『宝曲 〜T-SQUARE plays THE SQUARE〜』（2010年） - セルフカバーアルバム。現行メンバーでは4度目の録音となる。『TRUTH』レコーディング時のメンバーであった須藤満がBassで参加している。
- 『Crème de la Crème』（2020年） - 河野啓三の退団を受けて作られたセルフカバーアルバム。2005年以降のメンバーとしては最後の録音となった。

なお、星出尚志編曲、東京佼成ウインドオーケストラの演奏による吹奏楽版が（原曲とは異なるハ短調であるが）存在する。初出は『New Sounds In Brass'89』（1989年）で、ベスト盤などにも収録されている。この吹奏楽版にはウインドシンセサイザーの譜面があり、サックスに置き換えて演奏できるように配慮されている。

## 本曲が収録されたゲームソフト
F1を題材としたゲームのいくつかは、本曲をアレンジ収録している。
- F1を題材としたゲーム
  - 『F1 GRAND PRIX』シリーズ（1991年1作目発売・ビデオシステム） - フジテレビのF1中継番組「F1グランプリ」とのタイアップの元、本曲がアレンジ収録された。イントロが短くアレンジされサビの途中でカットされている。スーパーファミコン移植版は本曲と共に当時のオープニングを再現しており、サウンドテストモードでも聞けるがオープニングサイズでしか収録されていない。
  - 『SD F1グランプリ』（1995年発売・ビデオシステム、スーパーファミコン） - F1 GRAND PRIXシリーズの関連作品。オープニング曲として収録されている。ただし前述のソフトとは異なり、イントロの途中で曲が終わるようにアレンジされた。
  - 『Formula1 97』（1998年発売・ソニー・コンピュータエンタテインメント、PlayStation） - タイトル画面で、本作のためにレコーディングした「TRUTH 1997」が流れる。曲の最後まで聞くことが可能。
  - 『Formula One 2005』（2005年発売・ソニー・コンピュータエンタテインメント、PlayStation 2） - 『Formula1 97』同様、本作のためにレコーディングした「TRUTH -Version'05-」が流れる。
- いわゆる｢音ゲー｣
  - 『ビートマニアGB ガッチャミックス2』（1999年発売・コナミ、ゲームボーイカラー） - 演奏中に流れるアニメにはF1を意識したものが使用されている。
  - 『太鼓の達人 ぽ～たぶる』（2005年発売・ナムコ、PlayStation Portable） - 特別な演出はない。
- その他
  - 『実況おしゃべりパロディウス』（1995年発売・コナミ、スーパーファミコン） - PS版「‐～forever with me～」のおまけ2ステージにて、本曲を元とする「P1グランド・プリンのテーマ」が流れる。このゲームはシューティングゲームだが、このステージでは「P-1 GRAND PRIN in 鐘鹿」と題しサーキットを走りゴールまでのタイムアタックを行う。PSP版「パロディウス ポータブル」では著作権上の都合により、「Paruth」というそっくりな曲に変更されている。

## プロモーションビデオ
アルバム当時のメンバーで「TRUTH」のプロモーションビデオが制作された。プロモーションビデオは、
- CDビデオ『'TRUTH' THE SQUARE』（CBS SONY発売, 24VH 2004）
(Audio Part) 1 UNEXPECTED LOVER / 2 BREEZE AND YOU / 3 CELEBRATION / 4 BECAUSE (Video Part) 5 TRUTH
- ビデオシングルディスク『The SQUARE TRUTH』

に収録された。
現行品では、
- DVD『VISUAL ANTHOLOGY VOL.I』のディスク4

に収録されている。
本田雅人加入後の「TRUTH 1991」もプロモーションビデオが制作され、
- ビデオシングルディスク『Truth(1991 New Version) 』（Sony Records 1991年5月22日発売、SRFM-705）

に収録された。
現行品では、
- DVD『VISUAL ANTHOLOGY VOL.II』のディスク4

に収録されている。